# Капризка (мультфильм)
«Капризка» — кукольный мультипликационный фильм, созданный по сказочной повести Владимира Воробьёва на студии «Пермьтелефильм» в 1983 году.

## Сюжет
Ранним утром к мальчику Павлику пришёл Капризка, и стал нашёптывать ему, что нужно не слушать всех кто вокруг. Капризка заставил мальчика вредничать и не слушать свою бабушку. Утром мальчик не хотел вставать и долго лежал в постели, но его бабушка заставила встать и начать делать зарядку. Но даже после этого Павлик вёл себя плохо и делать упражнения так, как положено не хотел. Бабушка даже решила, что мальчик заболел, но ошиблась. Капризка развеселил мальчика, и они вместе выбежали на улицу, даже не умывшись! На улице они много гуляли, и Капризка научил Павлика, что нужно всегда делать то, что хочешь, а если что-то не нравится, то говорить не хочу и настаивать на этом. Павлик понял, что Капризка заставляет его поступать очень плохо и собрался уйти от нового нерадивого друга, но Капризка напомнил, что его будет ругать бабушка. Капризка позвал Павлика кушать суп, и они пошли к Наташе, девочка долго сомневалась, стоит ли им самим готовить, но Капризка опять убедил детей в том, что все будет хорошо. Дети под его руководством сделали суп «Бурдэ», в который набросали все и пачку соли, и варенье, все, что попалось под руку. А когда суп взорвался, сбежали от Наташи, оставив её все расхлебывать.

## Съёмочная группа
| режиссёр                | Леонид Кощеников                                                            |
| сценарист               | Б. Стенин                                                                   |
| по мотивам книги        | Владимира Воробьёва                                                         |
| оператор-мультипликатор | Станислав Ольшевский                                                        |
| композитор              | Олег Хромушин                                                               |
| монтажёр                | Л. Пластрова                                                                |
| редактор                | Т. Кетегат                                                                  |
| директор                | С. Андреева                                                                 |
| артисты                 | В. Киселёва, В. Мартьянов, Б. Макаров, Н. Никифорова, М. Ракова, Е. Стурова |
| художники               | В. Долгих, В. Кудряшова, С. Коршунова, В. Чазов                             |
| звукооператор           | А. Тиунов                                                                   |
| текст песен             | А. Бердичевской                                                             |
| художники-постановщики  | В. Стеннинг, Л. Ольшевская                                                  |

## Ремейк
В 2015 году на студии «Пермкино» совместно со студией Павла Лунгина, приступили к работе над полнометражным пластилиновым мультфильмом «Капризка», режиссёром которого стал Сергей Меринов.

## Лицензионные издания
Мультфильм про Капризку на VHS выходил ассоциацией «Видео Союз» и компанией «Динара».
1. Капризка
2. Замочек с секретом
3. В старом сундуке
4. Всем чертям назло
5. Про Ксюшу и Компьюшу
6. Будь моим слоном
7. Сказка про доброго слона
8. Эх ты, Тишка, Тишка!